# 科茹米亞基
47°14′51″N 34°13′37″E / 47.24750°N 34.22694°E
科茹米亞基（烏克蘭語：Кожум'яки）是位於烏克蘭南部的村莊，由赫爾松州卡霍夫卡區的上羅哈奇克市鎮負責管轄。該村始建於1920年，面積0.19平方公里，海拔高度70米，2001年人口123，人口密度每平方公里634人。